# Markus Zusak
Markus Frank Zusak (* 23. června 1975 Sydney) je australský spisovatel. Mezi jeho nejznámější díla patří Zlodějka knih a Posel - obě knihy se staly mezinárodními bestsellery. Za svůj přínos v oblasti literatury pro mládež obdržel Zusak v roce 2014 cenu Margaret Edwardsové.

## Život a dílo
Zusak se narodil v australském Sydney. Jeho rodiče tam emigrovali na konci padesátých let - matka Lisa pochází z Německa a otec Helmut z Rakouska. Zusak má dvě sestry a jednoho bratra, ze sourozenců je nejmladší. Na University of New South Wales vystudoval anglický jazyk a dějepis.
Zusak napsal pět knih. První tři, Roky pod psa, Smečka rváčů a Když psi pláčou vycházely v letech 1999 až 2001 a byly přeloženy do cizích jazyků včetně češtiny. Všechny získaly řadu ocenění. Roky pod psa se Zusak snažil vydat celých 7 let. Posel, jenž se na trh dostal v roce 2002, získal od CBC cenu za knihu roku 2003, a premiér Nového Jižního Walesu mu dokonce udělil cenu Ethel Turnerové. Kniha se také dostala do užšího výběru při udílení prestižní Printzovy ceny.
Zlodějka knih vyšla v roce 2005 a byla přeložena do více než 30 jazyků. Kromě mnoha cen, které vyhrála v Austrálii i ve světě, se kniha dlouho držela na prvním místě žebříčku Amazon.com a na seznamu bestsellerů New York Times; stala se také bestsellerem v Brazílii, v Irsku a na Tchaj-wanu. Mezi prvními 5 nejprodávanějšími knihami se umístila ve Velké Británii, ve Španělsku, v Izraeli a v Jižní Koreji, a plánují se i další překlady.
V roce 2018 vyšel Zusakův román Clayův most.
Zlodějka knih byla v roce 2013 zfilmována (film má stejný název).

## Knihy
- Roky pod psa (1999)
- Smečka rváčů (2000) – navazuje na Roky pod psa
- Když psi pláčou (2001) – navazuje na Smečku rváčů
- Posel (2002)
- Zlodějka knih (2005)
- Clayův most (Bridge of Clay, 2018, česky 2019)

## Ceny
V roce 2014 získal Zusak od Americké asociace knihoven cenu Margaret Edwardsové. Tato cena je udělována za konkrétní knihu, která představuje zásadní přínos v oblasti literatury pro mládež.
V roce 2006 Zusak obdržel cenu mladého australského romanopisce roku, kterou každoročně uděluje deník Sydney Morning Herald.
- Zlodějka knih

2009: Deutscher Jugendliteraturpreis
2008: Ena Noel Award
2007: nominace na Michael L. Printz Award
2006: Kathleen Mitchell Award 2006
- Posel

2007: Deutscher Jugendliteraturpreis
2006: Printz Award Honor Book
2006: Bulletin Blue Ribbon Book
2003: cena Ethel Turnerové, kterou uděluje premiér Nového Jižního Walesu
- Když psi pláčou

2002: Honour Book, CBCA
- Smečka rváčů

2001: Honour Book, CBCA